# Divadlo Semafor 1959–1969
Divadlo Semafor 1959–1969 (1978) je komplet tří gramofonových desek, které připomínají tvorbu divadla Semafor v prvních deseti letech po jeho vzniku. Nahrávky přímo z divadla z archivu Bohumila Palečka a Jiřího Suchého vybral Hynek Žalčík, v období od října 1976 do ledna 1977 byly zpracovány ve studiu Supraphon-Mozarteum. Nahrávky jsou na LP řazeny chronologicky podle premiér jednotlivých představení (výjimku tvoří hra Jonáš a tingl-tangl, která zabírá 1,5 strany desky a tak je v řazení posunutá až na druhou desku, a z podobného důvodu Zuzana je sama doma prohozená s Takovou ztrátou krve). Z téměř každé hry Semaforu z dané doby je vybráno několik písniček nebo scén. Komplet obsahuje booklet s fotkami z představení komentované Jiřím Suchým a také komentáře a faktografické údaje ke každé zařazené hře daného období. Na výběr nebyla zařazena hra Šest žen, protože „dochované nahrávky zachycují zcela netypickou alternaci obsazení“, Papírové blues chybí kvůli absenci jakékoliv nahrávky a nahrávky z pořadů Zuzana není pro nikoho doma a Zuzana je všude jako doma nebyly pro zařazení dostatečně kvalitní. Záznam představení Sekty se nedochoval, nahrávky jsou z podkladu k připravovanému filmu.
Komplet vznikl ke 20. výročí divadla. Obsahuje až na výjimky nahrávky dosud nepublikované, z písniček dostaly přednost ty méně známé. Desky vydal Supraphon ve spolupráci s Hifiklubem Svazarmu.
V roce 1990 vyšla u Supraphonu reedice alba v podobné grafické úpravě.

## Seznam stop
- Člověk z půdy (orchestr divadla Semafor řídí Ferdinand Havlík)
  - K smíchu toto představení (sbor)
  - Hledám všude svoje spisy (Miroslav Horníček)
  - Včera neděle byla (Jiří Suchý)
  - Pane Sommer, adie (sbor)
- Taková ztráta krve (orchestr divadla Semafor řídí Ferdinand Havlík)
  - Prolog (monolog) (Jiří Suchý)
  - Pondělní blues (Waldemar Matuška)
  - Jak prodat v Chlebodarech sonety (scénka) (Jiří Suchý, Pavlína Filipovská, Waldemar Matuška)
  - Píseň o koni (Jiří Suchý, sbor)
  - Byl jeden dudák (Jiří Suchý, Helena Lukasová)
  - Marnivá sestřenice (Waldemar Matuška, Jiří Suchý)
- Zuzana je sama doma (orchestr divadla Semafor řídí Ferdinand Havlík)
  - Hlas z magnetofonu
  - To všechno vodnes čas (Waldemar Matuška)
  - Kapradí (Jiří Suchý, sbor)
- Zuzana je zase sama doma (orchestr divadla Semafor řídí Ferdinand Havlík)
  - Potkal jsem jelena (Karel Štědrý, sbor)
  - Pozvání (Waldemar Matuška, Eva Pilarová)
- Recital 64 (orchestr divadla Semafor řídí Jiří Bažant)
  - Tento tón mám rád (Jiří Suchý)
  - V kašně (Jiří Suchý, Jiří Šlitr)
  - Černá vrána (Jiří Suchý, Vlasta Kahovcová)
- Sekta (orchestr divadla Semafor řídí Milan Dvořák)
  - Zpěváků a herců sbory (dívčí sbor divadla Semafor)
  - Pokud vám jde o děj (dívčí sbor divadla Semafor)
- Dobře placená procházka
  - Jsi ta nejkrásnější krajina co znám (Jiří Šlitr, René Gabzdyl, Jiří Suchý)
- Jonáš a tingl-tangl (Jiří Šlitr – klavír a rytmická skupina), nahrávka z 3. května 1966
  - Byl jednou jeden Jonáš (Jiří Suchý)
  - Vídeň 1920
  - Vyvěste fangle (Jiří Suchý)
  - Co s frakem (monolog) (Jiří Suchý)
  - Šišlala (Jiří Suchý)
  - Miláno 1929
  - Koráb v láhvi (monolog) (Jiří Suchý)
  - Motýlek (Jiří Suchý)
  - Anekdoty  (Jiří Suchý, Jiří Šlitr)
  - Chybí mi ta jistota (Jiří Suchý, Jiří Šlitr)
  - Tatar (Jiří Suchý)
  - New York 1935
  - Setkání s kovbojem (monolog) (Jiří Suchý)
  - Honky tonky blues (Jiří Šlitr, Jiří Suchý)
  - Na okraji Paříže (monolog) (Jiří Suchý)
  - Bar Honolulu (Jiří Suchý)
  - Vyvěste fangle (Jiří Suchý)
- Tak co, pane barone (orchestr divadla Semafor řídí Rudolf Rokl), nahrávka z 29. listopadu 1967
  - Plakala panna, plakala (Michael Volek)
  - Happy end (Zuzana Burianová)
- Benefice (orchestr řídí Jiří Brabec), nahrávka z 29. listopadu 1967
  - Toulaví zpěváci (Jiří Suchý, Zuzana Burianová, Magda Křížková)
  - Tulák (Jiří Suchý, Magda Křížková)
- Ďábel z Vinohrad (orchestr divadla Semafor řídí Rudolf Rokl), nahrávka z 3. října 1968
  - Úvod monologu (Jiří Šlitr)
  - Tři tety (Jiří Šlitr)
  - Jak se zachovat v případě požáru (monolog) (Jiří Šlitr)
  - Co jsem měl dnes k obědu (Jiří Šlitr)
  - Epilog monologu (Jiří Šlitr)
  - Ďábel z Vinohrad (část) (Jiří Šlitr)
- Poslední štace (orchestr divadla Semafor řídí Ferdinand Havlík)
  - Horečky (Jiří Suchý)
  - Ať žije hudba, ať žije smích (sbor)
- Jonáš a dr. Matrace (Jiří Šlitr – klavír a rytmická skupina), nahrávka z 10. června 1969
  - Setkání po létech (dialog) (Jiří Šlitr, Jiří Suchý)
  - Reminiscence písniček z Jonáše a tingl tanglu (Jiří Suchý)
  - Rozhovor o hodinkách (scénka) (Jiří Šlitr, Jiří Suchý, Věra Křesadlová)
  - Měsíčku na nebi hlubokém (Jiří Šlitr)
  - O strachu (monolog) (Jiří Suchý)
  - Margareta (Jiří Suchý, sbor)
  - Byl jednou jeden Španěl (Jiří Šlitr)